# Star Wars: Jedi Knight Dark Forces II
Dark Forces 2: Jedi Knight är ett förstapersonsskjutar-spel till PC från 1997 utvecklat och publicerat av LucasArts. Jedi Knight är en uppföljare till datorspelet Star Wars: Dark Forces.